# 格朗日奧勒

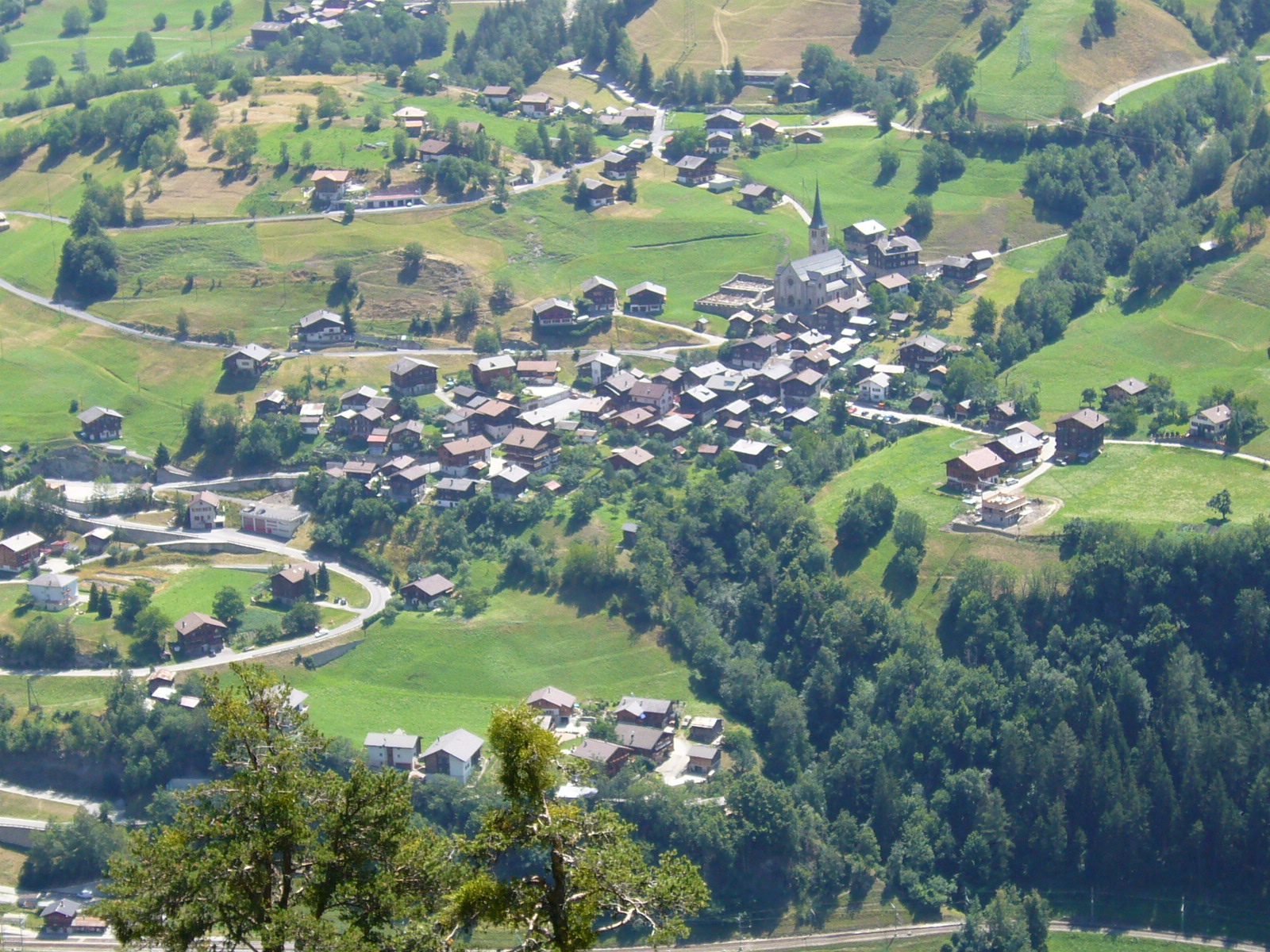

格朗日奧勒是瑞士的城鎮，位於該國南部，由瓦萊州負責管轄，面積58.46平方公里，海拔高度995米，2011年人口451，九成人口信奉羅馬天主教，人口密度每平方公里8人。

## 外部連結
- Official website （页面存档备份，存于） （德文）